# Kypro-minoische Schrift

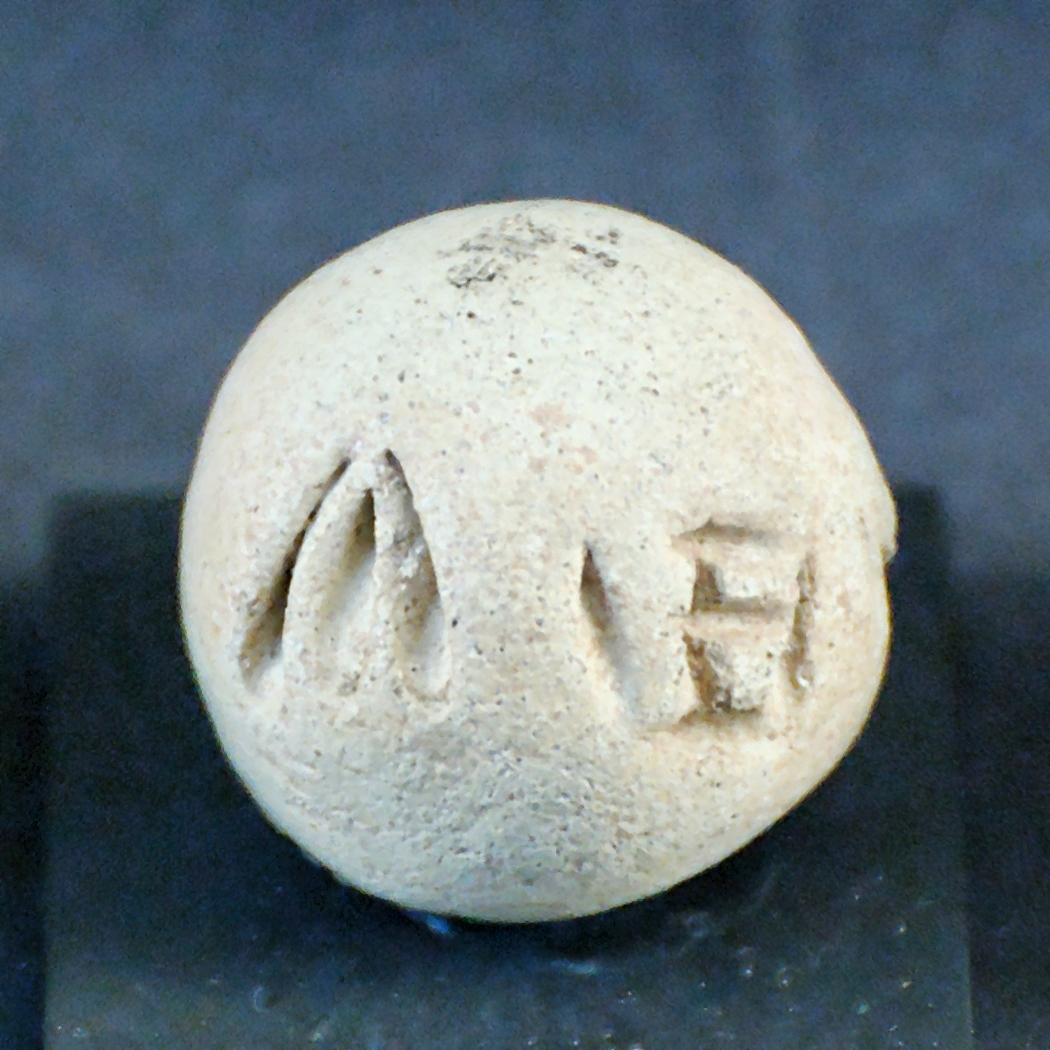
Kypro-minoisches Tonkügelchen (CM I)

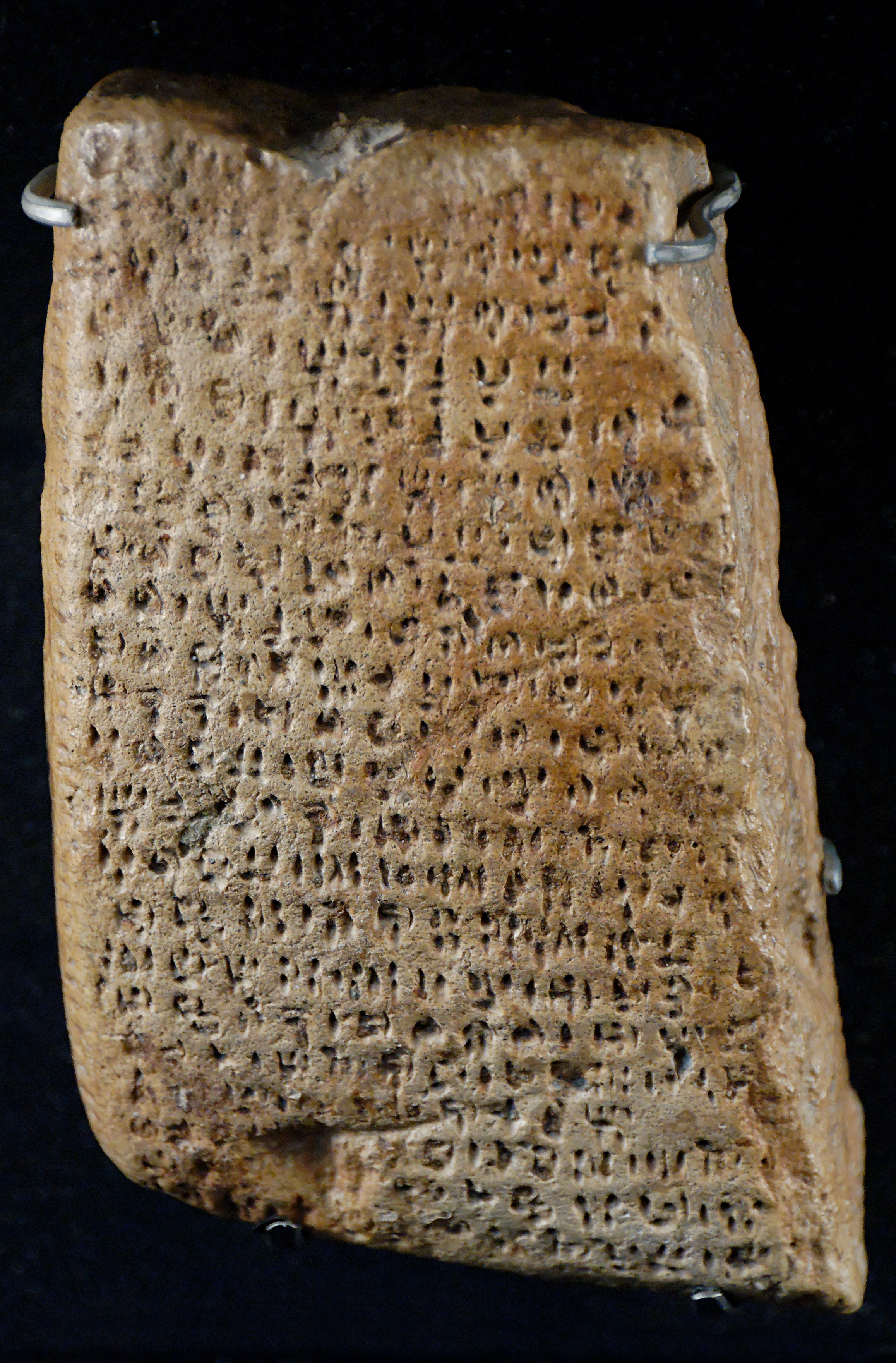
Kypro-minoische Tontafel aus Enkomi (CM II)

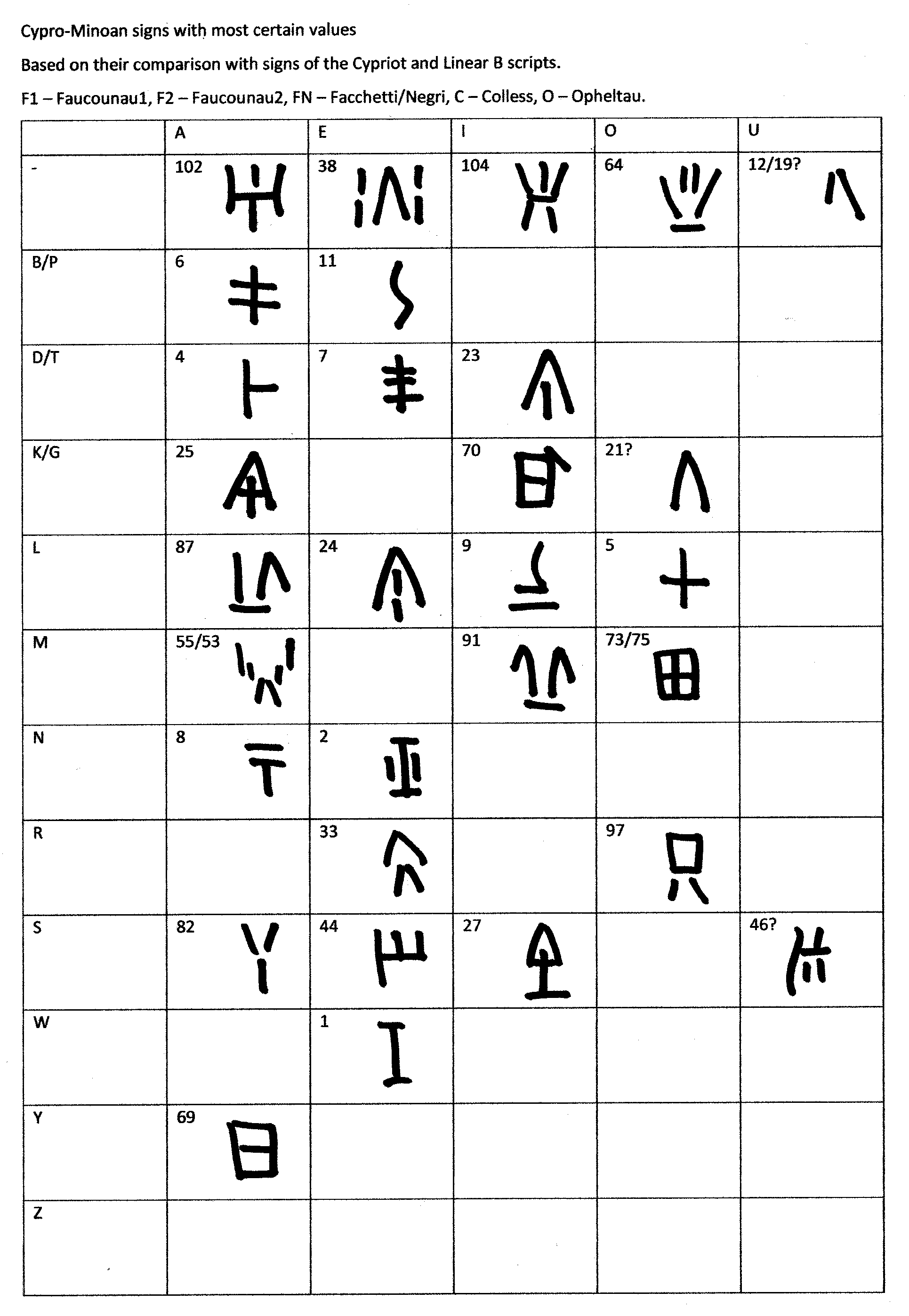
Einige Zeichen der kypro-minoschen Schrift, deren Gleichheit mit den entsprechenden Zeichen der kyprischen Schrift von der Mehrheit der Forscher unterstützt ist. Verfasst (2015) von D. Lytov nach Artikeln von Colless, Faucounau, Ferrara, Steele.

Die kypro-minoische Schrift (auch altkyprische Schrift oder Linearschrift C, kurz: CM) ist ein Schriftsystem, vermutlich eine Silbenschrift, das im bronzezeitlichen Zypern etwa vom 15. bis 12. Jahrhundert v. Chr. benutzt wurde. Einzelne Funde stammen auch aus Ugarit und Latakia (beide im heutigen Syrien), Tiryns (Griechenland, bisher drei Inschriften) sowie aus Cannatello (auf Sizilien). Sie entstand aus der minoischen Linearschrift A und bildete den Vorgänger der kyprischen Schrift. Sie wird in drei nah verwandte Schriftsysteme (CM I, CM II und CM III) aufgeteilt; dazu kommt noch eine archaische Variante, die der Linearschrift A sehr nahesteht. Die Einheit von CM I wird jedoch in jüngerer Zeit stark angezweifelt. Durch Vergleiche mit lesbaren verwandten Schriften (Linear B, kyprische Schrift) lassen sich zwar fast 50 Silbenzeichen mit einer gewissen Sicherheit bestimmen, doch sind die Texte weitgehend unverständlich, da die zugrundeliegende kypro-minoische Sprache, wahrscheinlich ein Vorläufer der eteokyprischen Sprache, noch unverständlich ist. Insgesamt hat die Schrift 114 Zeichen, 24 Zeichen kommen in allen drei Schriftsystemen vor. Das Textcorpus besteht hauptsächlich aus vermutlich literarischen Texten auf gebrannten Tontafeln, Votivinschriften (?), fünf Tonzylindern unbekannter Funktion, kleinen Tonbullen und sonstigen Inschriften unbekannter Funktion.